# OGame
OGame – komputerowa gra strategiczna rozgrywana w przeglądarce internetowej, uruchomiona w 2002 roku przez Gameforge. Gra została przetłumaczona i uruchomiona w wielu krajach. Jej polska edycja powstała 20 stycznia 2005 roku. OGame jest osadzona w realiach fantastyki naukowej. Gracz ma w niej za zadanie rozbudować infrastrukturę posiadanej planety i eksplorować przestrzeń kosmiczną.

## Rozgrywka
Gra podzielona jest na osobne serwery, zwane uniwersami. Universum jest osobnym wszechświatem mieszczącym maksymalnie ponad 15 tysięcy graczy. Każde uniwersum dzieli się na galaktyki, układy słoneczne i planety. Oprócz tych jednostek organizacji istnieją także księżyce, które również można rozbudowywać. Każda z planet w układzie różni się zarówno rozmiarem, jak i temperaturą. Oba czynniki są generowane na podstawie losowych współczynników i położenia planety w układzie. Gracze mogą posiadać jedną planetę-matkę oraz liczbę kolonii zależną od poziomu technologii astrofizyki.
Na każdej z planet można wydobywać trzy surowce – metal, kryształ i deuter. Są one wykorzystywane do wznoszenia nowych budowli na coraz wyższych poziomach, produkcji statków i systemów obronnych oraz rozwijania technologii. Czwartą jednostką potrzebną do rozwoju jest energia – od jej ilości zależy współczynnik produkcji, który w przypadku niedoboru zmniejsza wydobycie surowców. Każdy budynek wydobywający surowce zużywa określoną ilość energii – do jej wytwarzania służą elektrownie (słoneczna oraz fuzyjna) i satelity.
Głównym zadaniem gracza w grze jest kontrola nad jak największą częścią wszechświata, zbieranie i handel surowcami, rozbudowywanie swojego imperium, postęp technologiczny, walka i układy z innymi graczami oraz osiągnięcie jak najwyższego miejsca w rankingu najlepszych graczy danego uniwersum. Akcja OGame toczy się w czasie rzeczywistym, stąd nawet jeśli gracz nie jest zalogowany, jego planeta może zostać zaatakowana przez innych uczestników zabawy.
Początkowo gra opierała się na równych szansach i strategii, jednak wprowadzenie antymaterii – waluty premium dostępnej za realne pieniądze – znacząco wpłynęło na balans rozgrywki. Antymateria pozwala na przyspieszanie działań i zdobywanie przewagi technologicznej, co przechyliło szalę rywalizacji na korzyść graczy inwestujących znaczne środki finansowe. Z tego powodu OGame bywa krytykowane za model „pay-to-win”, który zniechęca część społeczności stawiającej na rywalizację opartą wyłącznie na umiejętnościach.